# Carlos Domingo Medrano
Carlos Domingo Medrano   (Coronel Suárez, 16 d'abril de 1934 - Guayaquil, 1978) fou un futbolista argentí de la dècada de 1960.

## Trajectòria
La seva carrera transcorregué per diversos clubs argentins, entre els anys 1953 i 1966, com foren Sportivo Dock Sud, Argentinos Juniors, CA Tigre, River Plate, on fou suplent d'Amadeo Raúl Carrizo i Rogelio Domínguez, Rosario Central, on fou suplent d'Edgardo Andrada, i Deportivo Morón. Durant aquests anys marxà breument a Catalunya per jugar dues temporades al FC Barcelona (1959-1961), però no gaudí de minuts i acabà retornant a l'Argentina.
L'any 1967 marxà a Colòmbia per defensar els colors del Deportes Quindío, on esdevingué especialista en aturar penals. Més tard es trasllada a l'Equador, on jugà als clubs Barcelona SC, Macará, Deportivo Olmedo i Bonita de Machala. És l'únic jugador que ha defensat els colors dels dos Barcelones, el de Catalunya i el de Guayaquil (a data de 2016).